# Костянтин Деянович
Костянтин (Костадин) Деянович (серб. кир.: Константин (Костадин) Дејановић;[a] fl. 1365—1395) або Костянтин Драгаш — сербський магнат, який правив великою провінцією у східній Македонії під османським сюзеренітетом під час падіння Сербської імперії. Став наступником свого старшого брата Йована Драгаша, який був васалом Османської імперії після битви при Маріці (1371), яка спустошила частину сербської знаті. Брати мали власний уряд і карбували монети в стилі Неманичів. Його дочка Олена 1392 року одружилася з візантійським імператором Мануїлом II Палеологом. 
Загинув у битві під Ровінами (17 травня 1395 р.), слугуючи османам проти Валахії, воюючи разом із сербськими магнатами Стефаном Лазаревичем і Марко Мрнявчевичем.
Онук Костянтина, останній римський імператор Костянтин XI, був названий на його честь і навіть використовував ім'я Драгаш.

## Життєпис

### Раннє життя
Батько Костянтина Деян був деспотом і севастократором, який тримав Куманівську область під владою Стефана Душана (правління 1331—1355). Мати Костянтина Теодора Неманич була зведеною сестрою Душана. Його баба і дід по материнській лінії були король Стефан Урош III (правління 1321—1331) і королева Марія Палеологіна.

### Правління
Близько 1365 року старший брат Деяновича Йован Драгаш володів Штіпом і Струміцею. Імператор Урошем V підніс Йована до деспота (до 1373 року), оскільки імператор Душан підніс Деяна, їхнього батька, на престол. Османські джерела повідомляють, що в 1373 році османська армія змусила «Саруяра» (Йована Драгаша) у верхів'ях Струми визнати османську васальну залежність. Костянтин допомагав Йовану правити землями, і коли Йован помер у 1378/1379 роках, Костянтин досяг успіху, згодом керуючи великими частинами північно-східної Македонії та долиною Струми.

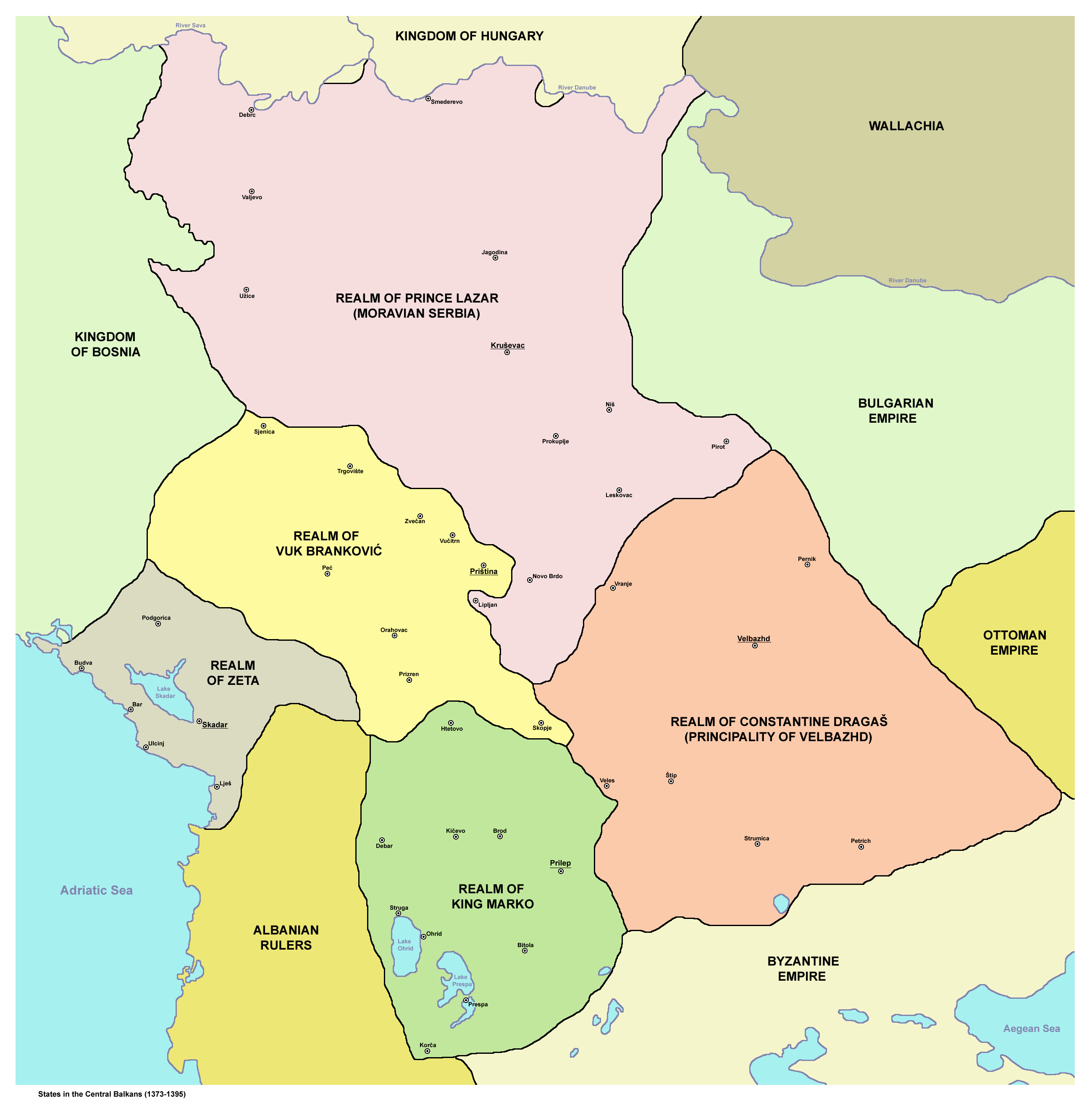
Держави на Центральних Балканах, включаючи провінцію Костянтина (1373—1395).

Він карбував монети, як і його брат. Родина Драгашів щедро пожертвувала кілька монастирів на горі Афон, зокрема Хіландар, Панталеймон (Россикон) і Ватопед.
10 лютого 1392 року дочка Деяновича Єлена вийшла заміж за Мануїла II Палеолога. Наступного дня вони були короновані патріархом як імператор і імператриця.
Після битви на Мариці вони були змушені стати васалами Османської імперії, але вони підтримували тісні зв'язки зі своїми християнськими сусідами, включаючи Візантійську імперію. У 1395 році разом зі своїм сусідом і союзником, сербським королем Прілепа Марко, Костянтин Драгаш був убитий у боротьбі на боці їх османського правителя султана Баязида I проти Мірчі I Старого в Ровіні, поблизу Крайови. На його честь османи назвали столицю Костянтина Велбужд, Кестенділ (нині болгарський Кюстендил).

## Сім'я
Деянович був одружений двічі. Ім'я його першої дружини невідоме, але вона не збігається з Тамарою (Тамарою), дочкою імператора (царя) Івана Александра Болгарського, яка вийшла заміж за якогось деспота Костянтина. Другою дружиною Костянтина була Євдокія Трапезундська, дочка імператора Олексія III Трапезундського та Теодори Кантакузен. Від першої дружини Костянтин мав щонайменше чотирьох дочок і, можливо, сина:
- Олена Драгаш (черниця Гіпомона), яка вийшла заміж за візантійського імператора Мануїла II Палеолога і померла 13 травня 1450 року. Серед їхніх численних дітей були останні два візантійські імператори, серед яких Костянтин XI додав до свого імені Драгаш (по-грецьки Dragasēs). Костянтин XI був названий на честь свого діда.[4]
- Три доньки, які 1372 році вийшли заміж за османського султана Мурада І та його синів Баязіда та Якуба.[5]
- Яків — прийняв іслам і був господарем Велбужда.

## Спадщина

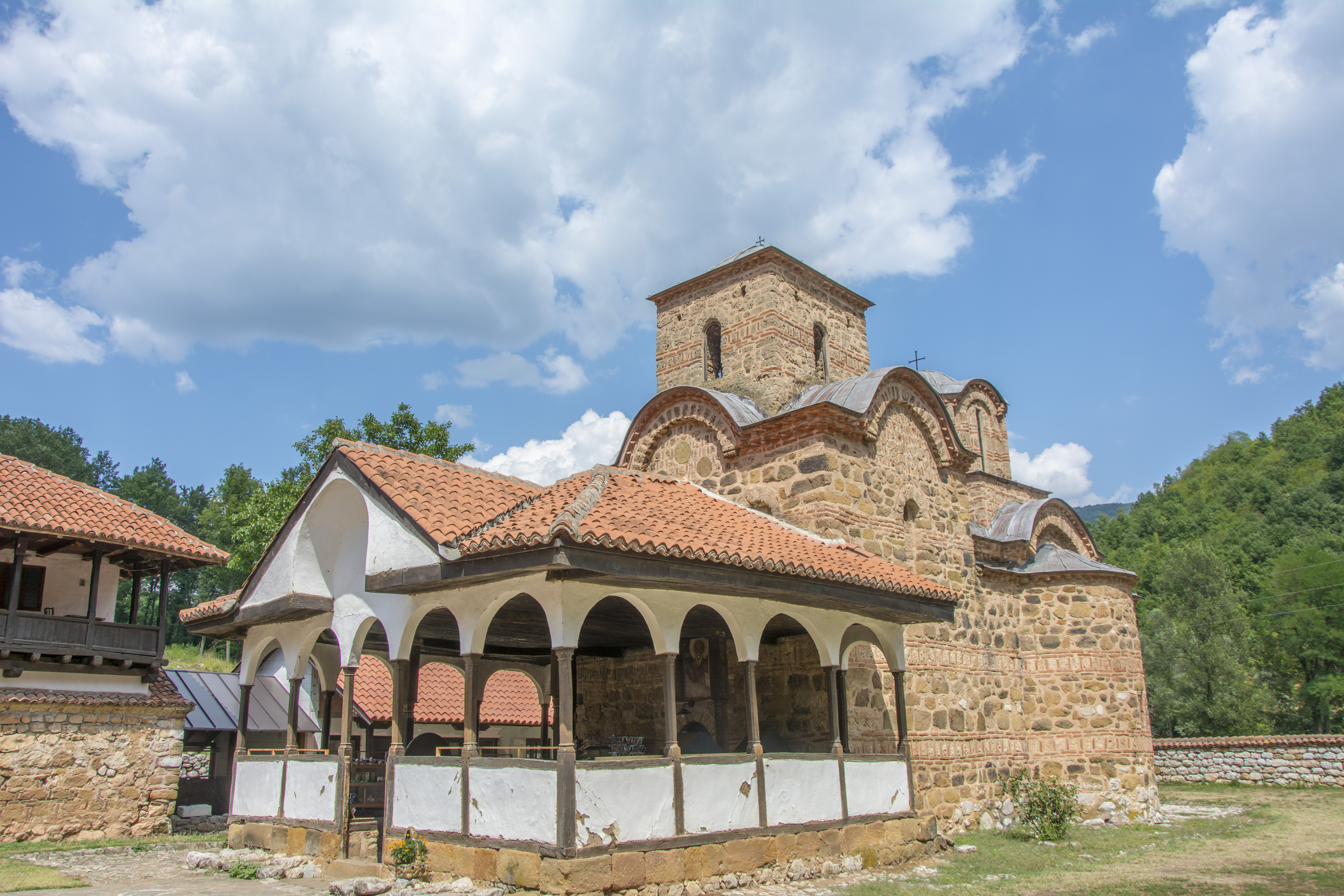
Погановський монастир, заснований Деяновичем

У сербській епічній поезії Деяновича вшановують як Бега Костадіна (у поезії він отримав титул бега, оскільки став васалом Османської імперії). Зазвичай зображується як надмірно негативний персонаж, його характеристика в основному служить контрастом до особистості Марка Кралевича (двох часто зображують як рідних братів), з метою підкреслити різницю між двома, здавалося б, ідентичними характерами їхніх відповідних стосунків з османами, оскільки обидва були васалами останніх. Проте їхні мотиви дещо інші. У той час як Марко зображується таким, що приймає османське верховенство заради добробуту своєї пастви, Костянтин шукає спосіб зберегти своє становище та привілеї, майже не звертаючи уваги на будь-яку форму вищого морального кодексу.